# 百鬼あやめ
百鬼 あやめ（なきり あやめ、英: Nakiri Ayame、中: 百鬼 绫目）は、日本のバーチャルYouTuber、バーチャルアイドル。ホロライブプロダクション所属。同事務所の女性グループである「ホロライブ2期生」メンバー。

## 概要
誕生日は12月13日。身長152センチ。一人称は「余」、愛称は「お嬢」、「余さん」など。ファンの総称は「百鬼組（なきりぐみ）」。百鬼自身は、リスナーのことを「人間様」と呼んでいる。
キャラクターデザインはななかぐら、Live2Dモデルは入江燈、3Dモデルは由治がそれぞれ担当。
角に小さな傷がある鬼神で、2本の太刀を背部に差している。黒い大太刀を妖刀「羅刹」、赤い太刀を鬼神刀「阿修羅」という。好きなことは御朱印集め、アニメ鑑賞、ゲーム、神社巡り。
百鬼の一人称であり愛称の「余」からは、「かわ余」という代表的なミームが生まれた。公式プロフィールで百鬼は「リスナーの人間様達が可愛いと思った時によく使う言葉」と紹介しており、配信などのコメントだけでなく、自身のサードシングル「かわ世」から個人LINEスタンプまで広く使われている。

## 来歴
- 2018年
  - 9月3日、YouTubeでの活動を開始[11]。

- 2019年
  - 5月17日、3Dモデルを披露[12]。
  - 9月15日、「FAMS FAN MEETING −俺達の夏休み延長戦–」にて、自身初のリアルイベント参加[13]。
  - 11月10日、YouTubeのチャンネル登録者数が10万人を突破[14]。

- 2020年
  - 7月31日、Live2D Ver.2.0を披露[15]。
  - 11月13日、YouTubeのチャンネル登録者数が50万人を突破[16]。

- 2021年
  - 3月31日、ホロライブの所属タレントによる『ポケットモンスター ソード・シールド』の大会「ホロポケカップ」にて総合優勝[17]。
  - 7月8日、YouTubeチャンネル登録者が100万人に到達[18]。

- 2023年
  - 8月3日、「hololive × VALORANT MEETUP powered by Holizontal」大会にAチームリーダーとして参加[19]。
  - 12月9日、自身も好きな『プリキュアシリーズ』初のバーチャルミュージックイベント、「プリキュアバーチャルワールド」にゲストアーティストとして参加[20]。

## 主な出演
- 「FAMS FAN MEETING −俺達の夏休み延長戦–」（2019年9月15日、池袋HUMAXシネマズ、大阪：関西テレビなんでもアリーナ、名古屋：伏見ミリオン座）[21]
- 「hololive 1st fes. ノンストップ・ストーリー」（2020年1月24日、豊洲PIT）[22]
- 「hololive 2nd fes. Beyond the Stage」STAGE2（2020年12月22日、無観客・有料配信限定）[23]
- hololive IDOL PROJECT 1st Live.『Bloom,』（2021年2月17日、東京ガーデンシアター、オンライン配信）[24]
- 「hololive 3rd fes. Link Your Wish Supported By ヴァイスシュヴァルツ」Day2（2022年3月20日、幕張メッセ）[25]
- 「hololive 4th fes. Our Bright Parade Supported By Bushiroad」DAY2（2023年3月19日、幕張メッセ）[26]
- 「hololive 5th fes. Capture the Moment Supported By Bushiroad」DAY2（2024年3月17日、幕張メッセ）[27]
- 「hololive 6th fes. Color Rise Harmony」DAY2（2025年3月9日、幕張メッセ）[28][29][30]
- hololive GAMERS fes. 超超超超ゲーマーズ2（2025年7月5日・6日、さいたまスーパーアリーナ）- DAY1 ゲスト出演[31]

### 映像商品
- 2021年
  - hololive 1st fes. 『ノンストップ・ストーリー』[32]
  - hololive 2nd fes. Beyond the Stage[33]
  - hololive IDOL PROJECT 1st Live.『Bloom,』[34]
- 2022年
  - hololive 3rd fes. Link Your Wish[35]
- 2023年
  - hololive 4th fes. Our Bright Parade[36]
- ホロライブ・サマー2023 3DLIVE Splash Party![37]

### ゲーム
いずれも本人役での出演
- 暁のブレイカーズ（2019年9月）[38]
- アズールレーン（2019年11月）[39]
- 地球防衛軍6（2022年8月）[40]
- 妖怪ウォッチ ぷにぷに（2023年9月）[41]
- 麻雀格闘倶楽部Sp（2025年3〜4月）[42]

## タイアップ
- 「ホロライブin富士急ハイランド～SNOW＊WORLD～」（2022年11月19日 - 12月30日） - 富士急ハイランドとのコラボイベント[43]。
- 「ホロライブ神田祭2023」（2023年5月） - 神田祭、アトレ秋葉原とのコラボイベント[44]。
- 2024年12月、マクセルイズミのCVO（Chief VTuber Officer）に就任した[45]。
  - コラボMV「剃れ剃れ音頭 / 百鬼あやめ× everedge IZUMI PREMIUM」（2024年12月）[46]
- 2025年1月、TVアニメ『黒岩メダカに私の可愛いが通じない』のオープニング曲「雨トキメキ恋模様」を、白上フブキ、大神ミオとのユニット「いろはにほへっと あやふぶみ」として担当した[47][48][49]。
- 2025年2月、アニメイトにて「ホロライブ 節分フェア～笑う"角"には福来る～」を開催した[50]。

## ディスコグラフィ
○出典：hololive（ホロライブ）公式サイト

### 百鬼あやめ
| 発売日         | タイトル       | 品番     | 出典   |
| -------------- | -------------- | -------- | ------ |
| 2021年10月3日  | 宵の余、良い！ | CVRD-082 | [ 51 ] |
| 2022年12月14日 | 夢花火         | CVRD-241 | [ 52 ] |
| 2023年3月30日  | かわ世         | CVRD-274 | [ 53 ] |
| 2024年3月18日  | melting        | CVRD-404 | [ 54 ] |

### hololive IDOL PROJECT
| 発売日         | タイトル                                            | 品番     | 出典          |
| -------------- | --------------------------------------------------- | -------- | ------------- |
| 2019年9月16日  | Shiny Smily Story                                   | CVRD-001 | [ 55 ] [ 56 ] |
| 2020年12月31日 | 百花繚乱花吹雪                                      | CVRD-018 | [ 57 ] [ 58 ] |
| 2021年1月28日  | Suspect                                             | CVRD-025 | [ 59 ] [ 60 ] |
| 2021年2月11日  | Dreaming Days                                       | CVRD-028 | [ 61 ] [ 62 ] |
| 2022年8月19日  | 飛んでK！ホロライブサマー                           | CVRD-199 | [ 63 ]        |
| 2022年8月26日  | Sparklers                                           | CVRD-202 | [ 64 ]        |
| 2023年12月2日  | Merry Holy Date♡                                    | CVRD-366 | [ 65 ]        |
| 2024年3月15日  | ホロライブ言えるかな？hololive SUPER EXPO 2024 ver. | CVRD-406 | [ 66 ]        |

| 発売日       | タイトル               | 品番     | 出典   |
| ------------ | ---------------------- | -------- | ------ |
| 2022年9月1日 | ホロライブ・サマー2022 | CVRD-208 | [ 67 ] |

| 発売日        | タイトル | 品番     | 出典   |
| ------------- | -------- | -------- | ------ |
| 2021年4月21日 | Bouquet  | HOLO-001 | [ 68 ] |

### いろはにほへっと あやふぶみ
| 発売日        | タイトル               | 品番     | 出典   |
| ------------- | ---------------------- | -------- | ------ |
| 2022年1月1日  | おにけもだんす         | CVRD-110 | [ 69 ] |
| 2022年4月15日 | 鬼灯日和               | CVRD-145 | [ 70 ] |
| 2022年6月6日  | 恋情詩歌               | CVRD-164 | [ 71 ] |
| 2024年1月2日  | おにおにこんこんわおん | CVRD-383 | [ 72 ] |
| 2025年1月7日  | 雨トキメキ恋模様       | -        | [ 73 ] |

| 発売日        | タイトル   | 出典          |
| ------------- | ---------- | ------------- |
| 2023年7月27日 | 可惜夜歌集 | [ 74 ] [ 75 ] |

### その他の参加作品
| 発売日        | タイトル                     | アーティスト                                 | 品番       | 楽曲                       | 出典          |
| ------------- | ---------------------------- | -------------------------------------------- | ---------- | -------------------------- | ------------- |
| 2023年3月15日 | holo*27 Originals Vol.1      | holo*27                                      | TFCC-86895 | ドドド                     | [ 76 ]        |
| 2023年7月16日 | ヤマトファンタジア           | 白上フブキ、百鬼あやめ、大神ミオ、さくらみこ | CVRD-306   | -                          | [ 77 ]        |
| 2023年12月7日 | Night walk                   | 大神ミオ                                     | CVRD-353   | 夜と雨（feat. 百鬼あやめ） | [ 78 ]        |
| 2024年2月27日 | ほろはにヶ丘高校 -Originals- | hololive × HoneyWorks                        | HLP-10003  | うたげ☆独壇場！            | [ 79 ] [ 80 ] |

### その他
どーっちどっちの歌
2020年5月7日に投稿されたファンメイド楽曲。作詞は百鬼あやめ、作曲はくみゆき進。2021年4月28日に発売されたホロライブ初の公式ピアノ楽譜集『ピアノ・ソロ hololive Song Collection』には、メロディー譜とピアノ伴奏譜を合わせた譜面形態の楽譜がボーナススコアとして収録されている。